# 20316 Jerahalpern
20316 Jerahalpern (1998 FU138) là một tiểu hành tinh vành đai chính được phát hiện ngày 28 tháng 3 năm 1998 bởi Nhóm nghiên cứu tiểu hành tinh gần Trái Đất phòng thí nghiệm Lincoln ở Socorro.